# Batalla de Tolvajärvi
La batalla de Tolvajärvi ['tol.va.jær.vi] se libró el 12 de diciembre de 1939, entre tropas de Finlandia y la Unión Soviética. Resultó la primera gran victoria finlandesa en la Guerra de Invierno.

## Antecedentes
Tras la eclosión de la Guerra de Invierno, el 30 de noviembre, las tropas finlandesas al norte del lago Ladoga comenzaron una retirada ya prevista ante la abrumadora superioridad enemiga. A los soviéticos no les era posible desplegar un gran número de tropas en esta área rocosa y apenas sin carreteras, pero colocaron una división completa que avanzaba por la carretera que discurría entre Suojärvi y Tolvajärvi (hoy Tolvayarvi, Rusia). El avance soviético amenazaba seriamente las líneas de comunicación del IV Cuerpo de Ejército Finlandés. Para contrarrestar esta amenaza, el alto mando finlandés reunió al Grupo Talvela, al mando del coronel Paavo Talvela.

### Orden de batalla
- «Grupo Talvela» finlandés, consistente en el 16.º Regimiento de Infantería (JR 16), al mando de Aaro Pajari, el «Destacamento Räsänen», que comprendía cuatro batallones de infantería: ErP 9, ErP 10, ErP 112 and PPP 7 y un batallón del 6.º Regimiento de Artillería.

- 139.ª División soviética, al mando del general Beljajev, formada por los regimientos de infantería 718.º, 609.º y 364.º.

### Plan finlandés
El plan finlandés consistía en rodear las divisiones soviéticas con sendos ataques sobre los lagos helados de Hirvasjärvi y Tolvajärvi (järvi significa lago en idioma finés). El ataque septentrional sobre Hirvasjärvi debía comenzar a las 8:00 y el segundo debía producirse tan pronto como el primero comenzara a dar sus frutos. El plan fue posteriormente modificado para que ambos ataques comenzaran de manera simultánea a las 8:00.

## Batalla
El grupo norte, que comprendía dos batallones, encontró resistencia muy pronto. En realidad, toparon con el regimiento 718 soviético, que se preparaba para efectuar su propio ataque sobre el flanco finlandés. A mediodía, las tropas finlandesas se retiraron hacia sus posiciones iniciales. Aunque el ataque fracasó, evitó tanto que el regimiento 718 atacara el flanco finlandés como que enviara refuerzos al sur.
Mientras el segundo batallón del 16º regimiento de infantería finlandés (II/JR 16) se preparaba para atacar a lo largo de la carretera, fue interrumpido por un ataque del 609º Regimiento soviético. Aun así los finlandeses consiguieron atacar tras conseguir apoyo de artillería. El ataque continuó hacia un hotel localizado en un estrecho istmo entre ambos lagos. Pajari decidió enviar sus reservas en un ataque de pinza hacia las tropas rusas que defendían el hotel. Finalmente, éste fue capturado y en su interior se encontró el cuerpo de un comandante de regimiento ruso, junto a los papeles correspondientes a la unidad. 
Los finlandeses se replegaron sobre los lagos al caer la noche. Por la mañana, el coronel Talvela solicitó un nuevo ataque, y la 139ª división soviética fue obligada a retirarse y posteriormente (20 - 22 de diciembre) destruida cerca de Ägläjärvi (hoy Yaglyayarvi), a unos 20 km de Tolvajärvi. También se trabó contacto con la 75.ª División Soviética, enviada como refuerzo.

## Resultado
Las pérdidas finlandesas fueron de 100 muertos y 250 heridos. Las pérdidas soviéticas se calculan en alrededor de mil muertos y una gran cantidad de equipo: los cañones de dos baterías de artillería, cañones antiaéreos, alrededor de veinte tanques (T-26s principalmente) y 60 ametralladoras. La batalla fue una importante victoria para los finlandeses y aumentó la moral de todo el ejército finlandés.
- Datos: Q639989
- Multimedia: Battle of Tolvajärvi / Q639989